# Richard Greene (Geiger)
Richard Greene (* 9. November 1942 in Los Angeles, Kalifornien) ist ein US-amerikanischer Geiger, der bei etlichen Folk- und Rockbands mitgespielt hat. Seine erfolgreichste Zeit waren die 1960er Jahre, als er unter anderem Mitglied von Seatrain war.
Bereits als Kind lernte Greene, die klassische Violine zu spielen. Während der Schulzeit entdeckte er seine Liebe zur Folk-Musik. 1960 begann er ein Studium an der Universität in Berkeley. Zu dieser Zeit spielte er bei verschiedenen Bands, etwa den Coast Mountain Ramblers und der Dry City Scat Band.
Auch während seiner ersten Berufsjahre als Immobilienmakler machte er weiter Musik, z. B. bei den Pina Valley Boys. 1964 traf er in New York Bill Keith von den Blue Grass Boys, bei denen er zwei Jahre später Mitglied wurde. Er ist zu hören auf dem Album Blue Grass Time.
Nach einem Jahr bei den Blue Grass Boys ging Greene zur Jim Kweskin Jug Band, bei der auch Bill Keith sowie Geoff und Maria Muldaur spielten. Mit ihnen nahm er 1968 das Album Garden Of Joy auf.
Es zog ihn zurück nach Kalifornien, wo er sich dem Blues Project anschloss, das bald darauf in Seatrain aufging. Nach drei Jahren bei Seatrain gründete er mit Bill Keith die Blue Velvet Band, die nur ein Album, Sweet Moments, produzierte.
Danach spielte Richard Greene bei zahlreichen Studioaufnahmen bekannter Kollegen, darunter James Taylor, Emmylou Harris, Rod Stewart und Taj Mahal, um nur einige zu nennen. Daneben nahm er einige Soloalben auf.